# 5ESS

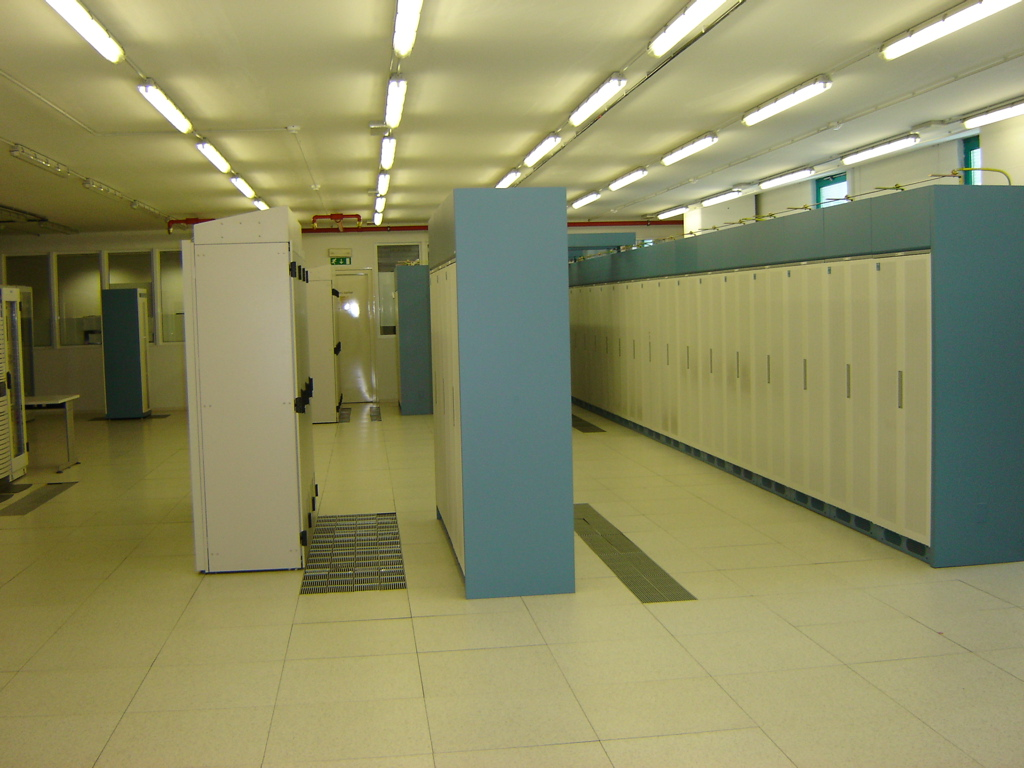
5ESS для мобильной сети

5ESS — коммутационная система, универсальная цифровая телефонная станция с распределённым управлением. Относится к АТС типа «Class-5» (узел телефонной сети, обслуживающий непосредственно абонентов). Весь диапазон функций системы 5ESS реализуется всего в трёх типах модулей: административного AM, коммуникационного CM и коммутационного SM. Каждый модуль состоит из множества микропроцессоров, связь между которыми осуществляется при помощи внутренней цифровой сети, объединяющей все модули системы.
Разработана в 1982 году Lucent Technologies, бывшей AT&T.  5ESS-2000 — улучшенная версия 5ESS, поставлявшаяся в трёх различных конфигурациях: DCS, CDX, VCDX.

## История
Электронная цифровая система коммутации 5ESS разработана корпорацией АТ&Т. Применяется довольно широко на сельских, городских, междугородних, международных и сотовых сетях телефонной связи.

## Общая архитектура и основные технические параметры системы
Административный модуль AM выполняет общесистемные функции, служит для хранения и администрирования базы данных, централизованной технической эксплуатации и обслуживания станции, участвует в сложной маршрутизации вызовов, а также выполняет ряд функций, не связанных напрямую с процессом обработки вызовов. С помощью АМ станция диагностируется, производится выявление, локализация и, при возможности, устранение неисправностей. Через АМ осуществляется доступ к устройствам записи и считывания с магнитного носителя, доступ к дисковым накопителям. Также, в этом модуле накапливаются данные тарификации. Через АМ обслуживающий персонал станции с помощью терминала может осуществлять как местный, так и удалённый доступ к любым системам станции. Через АМ осуществляется связь 5ESS с автоматизированными системами технической эксплуатации и обслуживания и системой управления трафиком. Для подключения к центрам технической эксплуатации или центрам обработки данных тарификации имеются каналы передачи данных. Файлы передаются по стандартному протоколу доступа и управления передачей данных FTAM. Модуль АМ базируется на процессоре 3B21D, разработанном в Лаборатории Белла, обеспечивающем высокую устойчивость к сбоям.
Коммуникационный модуль CM (или модуль связи) осуществляет пространственную коммутацию голосовых каналов между коммутационными модулями и пакетную коммутацию управляющих сообщений между процессорами коммутационных модулей CM и AM. Кроме того, CM обеспечивает синхронизацию станции 5ESS. Основными элементами CM являются: матрица пространственной коммутации, коммутатор сообщений, пакетный коммутатор и интегрированный источник синхросигналов. Для связи в CM используются волоконно-оптические межмодульные соединения.
Коммутационный модуль SM обеспечивает основные функции по обслуживанию вызовов. Обработка вызовов в станции на 98 % выполняется коммутационными модулями. В каждый SM модуль может быть подключено до 5120 абонентских (АЛ) или 500 соединительных линий (СЛ), либо комбинация АЛ и СЛ в указанном диапазоне. Коммутационный модуль SM — основная единица наращивания емкости системы. Одна цифровая система коммутации 5ESS может содержать до 192 модулей SM и обслуживать до 350 тыс. АЛ либо 90 тыс. СЛ, а также любую их комбинацию. Максимальная ёмкость системы ограничена пропускной способностью в 45 тысяч эрланг или 900 тысяч вызовов в час наибольшей нагрузки.